# 대웅
(주)대웅(중국어: 株式會社 大熊, 영어: Daewoong. Co., Ltd.)은 대한민국의 지주회사이다.

## 역사
- 1945년 조선간유제약공업사로 설립
- 1961년 대한비타민산업으로의 법인 전환과 상호 변경을 회사 설립
- 1961년 우루사,오르비타, 미용비타 등 발매
- 1971년 습관성 의약품 제조업 허가를 취득했고,
- 1972년 성남공장을 준공, 본사를 서울로 이전하였다.
- 1973년 상장법인이 되었고,
- 1976년 일본 깃세이 시라이마스 사와 원료 및 기술제휴
- 1978년 대한비타민산업에서 주식회사 대웅제약으로 상호를 변경하였다.
- 1979년 프랑스 파뮤카 사 기술제휴
- 1979년 종합 영양제 게므론 출시
- 1980년 매출액 100억원을 돌파
- 1982년 대웅제약 계열사 대웅릴리제약(현 한국릴리) 설립
- 1983년 대웅제약 계열사 한국알피쉐러를 설립했다.
- 1985년 아스파탐 특허획득
- 1985년 간장약 우루사-86아시안게임 및 88서울올림픽 공식공급자로 지정
- 1986년 KGMP 적격 업체로 지정
- 1988년 국내 최초의 신약 소화효소제 베아제 개발
- 1989년 UDCA와 인삼 9가지 생약성분 건위소화제 대웅천 출시
- 1989년 중국 동인당과 기술제휴
- 1990년 카페인 없는 두통약 쿠울펜에스 출시
- 1992년 대웅제약 향남 제2 KGMP 공장 준공
- 1993년 UDCA와 비타민성분에 간장약 우루사F 출시
- 1993년 마시는 빈혈치료제 헤모큐액 출시
- 1993년 간장약 우루사F 94년 한국방문의 해 지정
- 1996년 5가지 복합성분 간장약 복합 우루사캅셀 출시
- 2000년 대웅제약 향남공장 우수제조공장 인증(KAIST)
- 2002년 지주회사 상호를 (주)대웅으로 변경하였다.
- 2009년 대웅화학(주)과 흡수합병하였다.

## 관계사
- 대웅제약
- 대웅바이오
- 대웅생명과학
- 한올바이오파마
- 디앤컴퍼니
- 힐리언스
- IDS TRUST
- 팜팩
- DMD 대웅경영개발원
- 엠디웰
- 대웅개발
- 산웅개발
- 대웅이엔지
- 대웅테라퓨틱스
- 대웅펫
- 농업회사법인대웅낙원
- 엠서클